# Tour de Taiwán 2017
La 15.ª edición del Tour de Taiwán se disputó entre el 26 al 30 de marzo de 2017 en Taiwán con inicio en la ciudad de Taipéi y final en la ciudad de Pingtung. La carrera consistió de un total 5 etapas y recorrió una distancia de 682,2 kilómetros.
La carrera forma parte del UCI Asia Tour 2017 bajo categoría 2.1 y fue ganada por el ciclista español Benjamín Prades del Team Ukyo.  El podio lo completaron el colombiano Edwin Ávila del Team Illuminate y el belga Kevin De Jonghe del Cibel-Cebon.

## Equipos participantes
Tomaron parte en la carrera 21 equipos: 3 de categoría Profesional Continental, 17 de categoría Continental y 1 selección nacional, quienes conformaron un pelotón de 105 ciclistas de los cuales terminaron 94:
| Equipos continentales profesionales (3)- UnitedHealthcare - Nippo-Vini Fantini - Novo Nordisk Equipos continentales (17)- Team Illuminate - Team Ukyo - IsoWhey Sports-Swiss Wellness - Monkey Town Continental - Hrinkow Advarics Cycleang - Cibel-Cebon - JLT Condor - Cyclesport.se-Memil - Elevate-KHS - Action - KSPO-Bianchi Asia - Giant - RTS-Monton Racing - Aisan Racing Team - HKSI Pro Cycling Team - Tabriz Shahrdari - Thailand Continental Cycling Team Equipo nacional- Rusia |
| |

## Etapas
| Etapa     | Fecha     | Recorrido                                 | type                   | Distancia (km) | Ganador           | Líder             |
| --------- | --------- | ----------------------------------------- | ---------------------- | -------------- | ----------------- | ----------------- |
| 1.ª etapa | 26 de mar | Taipéi – Taipéi                           | etapa llana            | 83,2           | Edwin Ávila       | Edwin Ávila       |
| 2.ª etapa | 27 de mar | Nuevo Taipéi – Nuevo Taipéi               | etapa de media montaña | 114,67         | James Gullen      | James Gullen      |
| 3.ª etapa | 28 de mar | Taoyuan – Taoyuan                         | etapa de montaña       | 118,88         | Daniel Summerhill | Daniel Summerhill |
| 4.ª etapa | 29 de mar | Condado del Nantou – Condado del Nantou   | etapa de media montaña | 166,56         | Edwin Ávila       | Benjamín Prades   |
| 5.ª etapa | 30 de mar | Condado de Pingtung – Condado de Pingtung | etapa escarpada        | 198,8          | Brenton Jones     | Benjamín Prades   |

### 1ª etapa
| \| Clasificación de la etapa \| Clasificación de la etapa \| Clasificación de la etapa \| Clasificación de la etapa \| Clasificación de la etapa \| \| Ciclista \| Ciclista \| Equipo \| Tiempo \| \| \| ------------------------- \| ------------------------- \| ----------------------------- \| ------------------------- \| ------------------------- \| \| 1.º \| Edwin Ávila \| Illuminate \| 1 h 39 min 08 s \| \| \| 2.º \| Russell Downing \| JLT Condor \| + 0 s \| \| \| 3.º \| Paolo Lunardon \| RTS-Monton Racing \| + 0 s \| \| \| 4.º \| Neil Van der Ploeg \| IsoWhey Sports-Swiss Wellness \| + 0 s \| \| \| 5.º \| Kota Sumiyoshi \| Aisan Racing Team \| + 0 s \| \| \| 6.º \| Marco Zanotti \| Monkey Town Continental \| + 0 s \| \| \| 7.º \| José Alfredo Rodríguez \| Elevate-KHS Pro Cycling \| + 0 s \| \| \| 8.º \| Dominik Hrinkow \| Hrinkow Advarics Cycleang \| + 0 s \| \| \| 9.º \| Eugenio Bani \| RTS-Monton Racing \| + 0 s \| \| \| 10.º \| Brian Kamstra \| Team Novo Nordisk \| + 0 s \| \| |                        |                               |                 |
| |                        |                               |                 |
| |                        |                               |                 |
| Clasificación de la etapa |                        |                               |                 |
| Ciclista | Ciclista               | Equipo                        | Tiempo          |
| 1.º | Edwin Ávila            | Illuminate                    | 1 h 39 min 08 s |
| 2.º | Russell Downing        | JLT Condor                    | + 0 s           |
| 3.º | Paolo Lunardon         | RTS-Monton Racing             | + 0 s           |
| 4.º | Neil Van der Ploeg     | IsoWhey Sports-Swiss Wellness | + 0 s           |
| 5.º | Kota Sumiyoshi         | Aisan Racing Team             | + 0 s           |
| 6.º | Marco Zanotti          | Monkey Town Continental       | + 0 s           |
| 7.º | José Alfredo Rodríguez | Elevate-KHS Pro Cycling       | + 0 s           |
| 8.º | Dominik Hrinkow        | Hrinkow Advarics Cycleang     | + 0 s           |
| 9.º | Eugenio Bani           | RTS-Monton Racing             | + 0 s           |
| 10.º | Brian Kamstra          | Team Novo Nordisk             | + 0 s           |

| \| Clasificación general \| Clasificación general \| Clasificación general \| Clasificación general \| Clasificación general \| \| Ciclista \| Ciclista \| Equipo \| Tiempo \| \| \| --------------------- \| ---------------------------- \| --------------------------------- \| --------------------- \| --------------------- \| \| 1.º \| Edwin Ávila \| Illuminate \| 1 h 38 min 58 s \| \| \| 2.º \| Russell Downing \| JLT Condor \| + 2 s \| \| \| 3.º \| Carlos Eduardo Alzate \| UnitedHealthcare \| + 5 s \| \| \| 4.º \| Paolo Lunardon \| RTS-Monton Racing \| + 6 s \| \| \| 5.º \| James Gullen \| JLT Condor \| + 7 s \| \| \| 6.º \| Brenton Jones \| JLT Condor \| + 7 s \| \| \| 7.º \| Neil Van der Ploeg \| IsoWhey Sports-Swiss Wellness \| + 8 s \| \| \| 8.º \| Thurakit Boonratanathanakorn \| Thailand Continental Cycling Team \| + 8 s \| \| \| 9.º \| Marco Zanotti \| Monkey Town Continental \| + 9 s \| \| \| 10.º \| Kota Sumiyoshi \| Aisan Racing Team \| + 10 s \| \| |                              |                                   |                 |
| |                              |                                   |                 |
| |                              |                                   |                 |
| Clasificación general |                              |                                   |                 |
| Ciclista | Ciclista                     | Equipo                            | Tiempo          |
| 1.º | Edwin Ávila                  | Illuminate                        | 1 h 38 min 58 s |
| 2.º | Russell Downing              | JLT Condor                        | + 2 s           |
| 3.º | Carlos Eduardo Alzate        | UnitedHealthcare                  | + 5 s           |
| 4.º | Paolo Lunardon               | RTS-Monton Racing                 | + 6 s           |
| 5.º | James Gullen                 | JLT Condor                        | + 7 s           |
| 6.º | Brenton Jones                | JLT Condor                        | + 7 s           |
| 7.º | Neil Van der Ploeg           | IsoWhey Sports-Swiss Wellness     | + 8 s           |
| 8.º | Thurakit Boonratanathanakorn | Thailand Continental Cycling Team | + 8 s           |
| 9.º | Marco Zanotti                | Monkey Town Continental           | + 9 s           |
| 10.º | Kota Sumiyoshi               | Aisan Racing Team                 | + 10 s          |

### 2ª etapa
| \| Clasificación de la etapa \| Clasificación de la etapa \| Clasificación de la etapa \| Clasificación de la etapa \| Clasificación de la etapa \| \| Ciclista \| Ciclista \| Equipo \| Tiempo \| \| \| ------------------------- \| ------------------------- \| ----------------------------- \| ------------------------- \| ------------------------- \| \| 1.º \| James Gullen \| JLT Condor \| 2 h 41 min 50 s \| \| \| 2.º \| Edmund Bradbury \| JLT Condor \| + 2 s \| \| \| 3.º \| Edwin Ávila \| Illuminate \| + 2 s \| \| \| 4.º \| Neil Van der Ploeg \| IsoWhey Sports-Swiss Wellness \| + 2 s \| \| \| 5.º \| Marco Zanotti \| Monkey Town Continental \| + 2 s \| \| \| 6.º \| Alan Marangoni \| Nippo-Vini Fantini \| + 2 s \| \| \| 7.º \| Anthony Giacoppo \| IsoWhey Sports-Swiss Wellness \| + 2 s \| \| \| 8.º \| Benjamín Prades \| Team Ukyo \| + 2 s \| \| \| 9.º \| Chen Chien-liang \| Action \| + 2 s \| \| \| 10.º \| Daniel Summerhill \| UnitedHealthcare \| + 2 s \| \| |                    |                               |                 |
| |                    |                               |                 |
| |                    |                               |                 |
| Clasificación de la etapa |                    |                               |                 |
| Ciclista | Ciclista           | Equipo                        | Tiempo          |
| 1.º | James Gullen       | JLT Condor                    | 2 h 41 min 50 s |
| 2.º | Edmund Bradbury    | JLT Condor                    | + 2 s           |
| 3.º | Edwin Ávila        | Illuminate                    | + 2 s           |
| 4.º | Neil Van der Ploeg | IsoWhey Sports-Swiss Wellness | + 2 s           |
| 5.º | Marco Zanotti      | Monkey Town Continental       | + 2 s           |
| 6.º | Alan Marangoni     | Nippo-Vini Fantini            | + 2 s           |
| 7.º | Anthony Giacoppo   | IsoWhey Sports-Swiss Wellness | + 2 s           |
| 8.º | Benjamín Prades    | Team Ukyo                     | + 2 s           |
| 9.º | Chen Chien-liang   | Action                        | + 2 s           |
| 10.º | Daniel Summerhill  | UnitedHealthcare              | + 2 s           |

| \| Clasificación general \| Clasificación general \| Clasificación general \| Clasificación general \| Clasificación general \| \| Ciclista \| Ciclista \| Equipo \| Tiempo \| \| \| --------------------- \| --------------------- \| ----------------------------- \| --------------------- \| --------------------- \| \| 1.º \| James Gullen \| JLT Condor \| 4 h 20 min 45 s \| \| \| 2.º \| Edwin Ávila \| Illuminate \| + 1 s \| \| \| 3.º \| Edmund Bradbury \| JLT Condor \| + 9 s \| \| \| 4.º \| Marco Zanotti \| Monkey Town Continental \| + 11 s \| \| \| 5.º \| Antonio Santoro \| Monkey Town Continental \| + 12 s \| \| \| 6.º \| Neil Van der Ploeg \| IsoWhey Sports-Swiss Wellness \| + 13 s \| \| \| 7.º \| Lachlan Norris \| UnitedHealthcare \| + 13 s \| \| \| 8.º \| Tomohiro Hayakawa \| Aisan Racing Team \| + 15 s \| \| \| 9.º \| Masakazu Ito \| Nippo-Vini Fantini \| + 15 s \| \| \| 10.º \| Anthony Giacoppo \| IsoWhey Sports-Swiss Wellness \| + 15 s \| \| |                    |                               |                 |
| |                    |                               |                 |
| |                    |                               |                 |
| Clasificación general |                    |                               |                 |
| Ciclista | Ciclista           | Equipo                        | Tiempo          |
| 1.º | James Gullen       | JLT Condor                    | 4 h 20 min 45 s |
| 2.º | Edwin Ávila        | Illuminate                    | + 1 s           |
| 3.º | Edmund Bradbury    | JLT Condor                    | + 9 s           |
| 4.º | Marco Zanotti      | Monkey Town Continental       | + 11 s          |
| 5.º | Antonio Santoro    | Monkey Town Continental       | + 12 s          |
| 6.º | Neil Van der Ploeg | IsoWhey Sports-Swiss Wellness | + 13 s          |
| 7.º | Lachlan Norris     | UnitedHealthcare              | + 13 s          |
| 8.º | Tomohiro Hayakawa  | Aisan Racing Team             | + 15 s          |
| 9.º | Masakazu Ito       | Nippo-Vini Fantini            | + 15 s          |
| 10.º | Anthony Giacoppo   | IsoWhey Sports-Swiss Wellness | + 15 s          |

### 3ª etapa
| \| Clasificación de la etapa \| Clasificación de la etapa \| Clasificación de la etapa \| Clasificación de la etapa \| Clasificación de la etapa \| \| Ciclista \| Ciclista \| Equipo \| Tiempo \| \| \| ------------------------- \| ------------------------- \| ----------------------------- \| ------------------------- \| ------------------------- \| \| 1.º \| Daniel Summerhill \| UnitedHealthcare \| 2 h 45 min 52 s \| \| \| 2.º \| Anthony Giacoppo \| IsoWhey Sports-Swiss Wellness \| + 0 s \| \| \| 3.º \| Brenton Jones \| JLT Condor \| + 0 s \| \| \| 4.º \| Benjamín Prades \| Team Ukyo \| + 0 s \| \| \| 5.º \| Marco Zanotti \| Monkey Town Continental \| + 0 s \| \| \| 6.º \| Tomohiro Hayakawa \| Aisan Racing Team \| + 5 s \| \| \| 7.º \| Eder Frayre \| Elevate-KHS Pro Cycling \| + 5 s \| \| \| 8.º \| James McLaughlin \| Hrinkow Advarics Cycleang \| + 5 s \| \| \| 9.º \| Alex Hoehn \| Elevate-KHS Pro Cycling \| + 5 s \| \| \| 10.º \| Masakazu Ito \| Nippo-Vini Fantini \| + 5 s \| \| |                   |                               |                 |
| |                   |                               |                 |
| |                   |                               |                 |
| Clasificación de la etapa |                   |                               |                 |
| Ciclista | Ciclista          | Equipo                        | Tiempo          |
| 1.º | Daniel Summerhill | UnitedHealthcare              | 2 h 45 min 52 s |
| 2.º | Anthony Giacoppo  | IsoWhey Sports-Swiss Wellness | + 0 s           |
| 3.º | Brenton Jones     | JLT Condor                    | + 0 s           |
| 4.º | Benjamín Prades   | Team Ukyo                     | + 0 s           |
| 5.º | Marco Zanotti     | Monkey Town Continental       | + 0 s           |
| 6.º | Tomohiro Hayakawa | Aisan Racing Team             | + 5 s           |
| 7.º | Eder Frayre       | Elevate-KHS Pro Cycling       | + 5 s           |
| 8.º | James McLaughlin  | Hrinkow Advarics Cycleang     | + 5 s           |
| 9.º | Alex Hoehn        | Elevate-KHS Pro Cycling       | + 5 s           |
| 10.º | Masakazu Ito      | Nippo-Vini Fantini            | + 5 s           |

| \| Clasificación general \| Clasificación general \| Clasificación general \| Clasificación general \| Clasificación general \| \| Ciclista \| Ciclista \| Equipo \| Tiempo \| \| \| --------------------- \| --------------------- \| ----------------------------- \| --------------------- \| --------------------- \| \| 1.º \| Daniel Summerhill \| UnitedHealthcare \| 7 h 06 min 42 s \| \| \| 2.º \| Anthony Giacoppo \| IsoWhey Sports-Swiss Wellness \| + 4 s \| \| \| 3.º \| Marco Zanotti \| Monkey Town Continental \| + 6 s \| \| \| 4.º \| Edmund Bradbury \| JLT Condor \| + 9 s \| \| \| 5.º \| Benjamín Prades \| Team Ukyo \| + 10 s \| \| \| 6.º \| Lachlan Norris \| UnitedHealthcare \| + 13 s \| \| \| 7.º \| Tomohiro Hayakawa \| Aisan Racing Team \| + 15 s \| \| \| 8.º \| Masakazu Ito \| Nippo-Vini Fantini \| + 15 s \| \| \| 9.º \| Kevin De Jonghe \| Cibel-Cebon \| + 15 s \| \| \| 10.º \| Ghader Mizbani \| Tabriz Shahrdari \| + 15 s \| \| |                   |                               |                 |
| |                   |                               |                 |
| |                   |                               |                 |
| Clasificación general |                   |                               |                 |
| Ciclista | Ciclista          | Equipo                        | Tiempo          |
| 1.º | Daniel Summerhill | UnitedHealthcare              | 7 h 06 min 42 s |
| 2.º | Anthony Giacoppo  | IsoWhey Sports-Swiss Wellness | + 4 s           |
| 3.º | Marco Zanotti     | Monkey Town Continental       | + 6 s           |
| 4.º | Edmund Bradbury   | JLT Condor                    | + 9 s           |
| 5.º | Benjamín Prades   | Team Ukyo                     | + 10 s          |
| 6.º | Lachlan Norris    | UnitedHealthcare              | + 13 s          |
| 7.º | Tomohiro Hayakawa | Aisan Racing Team             | + 15 s          |
| 8.º | Masakazu Ito      | Nippo-Vini Fantini            | + 15 s          |
| 9.º | Kevin De Jonghe   | Cibel-Cebon                   | + 15 s          |
| 10.º | Ghader Mizbani    | Tabriz Shahrdari              | + 15 s          |

### 4ª etapa
| \| Clasificación de la etapa \| Clasificación de la etapa \| Clasificación de la etapa \| Clasificación de la etapa \| Clasificación de la etapa \| \| Ciclista \| Ciclista \| Equipo \| Tiempo \| \| \| ------------------------- \| ------------------------- \| ------------------------- \| ------------------------- \| ------------------------- \| \| 1.º \| Edwin Ávila \| Illuminate \| 4 h 17 min 10 s \| \| \| 2.º \| Benjamín Prades \| Team Ukyo \| + 0 s \| \| \| 3.º \| Alan Marangoni \| Nippo-Vini Fantini \| + 0 s \| \| \| 4.º \| Antonio Santoro \| Monkey Town Continental \| + 0 s \| \| \| 5.º \| Kevin De Jonghe \| Cibel-Cebon \| + 0 s \| \| \| 6.º \| Mauricio Ortega \| RTS-Monton Racing \| + 0 s \| \| \| 7.º \| Óscar Pujol \| Team Ukyo \| + 6 s \| \| \| 8.º \| Rodrigo Araque \| Team Ukyo \| + 6 s \| \| \| 9.º \| Cameron Piper \| Illuminate \| + 9 s \| \| \| 10.º \| Vladislav Kulikov \| Rusia \| + 47 s \| \| |                   |                         |                 |
| |                   |                         |                 |
| |                   |                         |                 |
| Clasificación de la etapa |                   |                         |                 |
| Ciclista | Ciclista          | Equipo                  | Tiempo          |
| 1.º | Edwin Ávila       | Illuminate              | 4 h 17 min 10 s |
| 2.º | Benjamín Prades   | Team Ukyo               | + 0 s           |
| 3.º | Alan Marangoni    | Nippo-Vini Fantini      | + 0 s           |
| 4.º | Antonio Santoro   | Monkey Town Continental | + 0 s           |
| 5.º | Kevin De Jonghe   | Cibel-Cebon             | + 0 s           |
| 6.º | Mauricio Ortega   | RTS-Monton Racing       | + 0 s           |
| 7.º | Óscar Pujol       | Team Ukyo               | + 6 s           |
| 8.º | Rodrigo Araque    | Team Ukyo               | + 6 s           |
| 9.º | Cameron Piper     | Illuminate              | + 9 s           |
| 10.º | Vladislav Kulikov | Rusia                   | + 47 s          |

| \| Clasificación general \| Clasificación general \| Clasificación general \| Clasificación general \| Clasificación general \| \| Ciclista \| Ciclista \| Equipo \| Tiempo \| \| \| --------------------- \| --------------------- \| ----------------------------- \| --------------------- \| --------------------- \| \| 1.º \| Benjamín Prades \| Team Ukyo \| 11 h 23 min 56 s \| \| \| 2.º \| Kevin De Jonghe \| Cibel-Cebon \| + 11 s \| \| \| 3.º \| Edwin Ávila \| Illuminate \| + 14 s \| \| \| 4.º \| Rodrigo Araque \| Team Ukyo \| + 17 s \| \| \| 5.º \| Antonio Santoro \| Monkey Town Continental \| + 26 s \| \| \| 6.º \| Mauricio Ortega \| RTS-Monton Racing \| + 41 s \| \| \| 7.º \| Daniel Summerhill \| UnitedHealthcare \| + 43 s \| \| \| 8.º \| Anthony Giacoppo \| IsoWhey Sports-Swiss Wellness \| + 47 s \| \| \| 9.º \| Marco Zanotti \| Monkey Town Continental \| + 49 s \| \| \| 10.º \| Lachlan Norris \| UnitedHealthcare \| + 56 s \| \| |                   |                               |                  |
| |                   |                               |                  |
| |                   |                               |                  |
| Clasificación general |                   |                               |                  |
| Ciclista | Ciclista          | Equipo                        | Tiempo           |
| 1.º | Benjamín Prades   | Team Ukyo                     | 11 h 23 min 56 s |
| 2.º | Kevin De Jonghe   | Cibel-Cebon                   | + 11 s           |
| 3.º | Edwin Ávila       | Illuminate                    | + 14 s           |
| 4.º | Rodrigo Araque    | Team Ukyo                     | + 17 s           |
| 5.º | Antonio Santoro   | Monkey Town Continental       | + 26 s           |
| 6.º | Mauricio Ortega   | RTS-Monton Racing             | + 41 s           |
| 7.º | Daniel Summerhill | UnitedHealthcare              | + 43 s           |
| 8.º | Anthony Giacoppo  | IsoWhey Sports-Swiss Wellness | + 47 s           |
| 9.º | Marco Zanotti     | Monkey Town Continental       | + 49 s           |
| 10.º | Lachlan Norris    | UnitedHealthcare              | + 56 s           |

### 5ª etapa
| \| Clasificación de la etapa \| Clasificación de la etapa \| Clasificación de la etapa \| Clasificación de la etapa \| Clasificación de la etapa \| \| Ciclista \| Ciclista \| Equipo \| Tiempo \| \| \| ------------------------- \| ------------------------- \| ----------------------------- \| ------------------------- \| ------------------------- \| \| 1.º \| Brenton Jones \| JLT Condor \| 4 h 41 min 23 s \| \| \| 2.º \| Edwin Ávila \| Illuminate \| + 0 s \| \| \| 3.º \| Luke Keough \| UnitedHealthcare \| + 0 s \| \| \| 4.º \| Víktor Manakov \| Rusia \| + 0 s \| \| \| 5.º \| José Alfredo Rodríguez \| Elevate-KHS Pro Cycling \| + 0 s \| \| \| 6.º \| Alan Marangoni \| Nippo-Vini Fantini \| + 0 s \| \| \| 7.º \| Kazushige Kuboki \| Nippo-Vini Fantini \| + 0 s \| \| \| 8.º \| Paolo Lunardon \| RTS-Monton Racing \| + 0 s \| \| \| 9.º \| Anthony Giacoppo \| IsoWhey Sports-Swiss Wellness \| + 0 s \| \| \| 10.º \| Seo Joon-yong \| KSPO-Bianchi Asia \| + 0 s \| \| |                        |                               |                 |
| |                        |                               |                 |
| |                        |                               |                 |
| Clasificación de la etapa |                        |                               |                 |
| Ciclista | Ciclista               | Equipo                        | Tiempo          |
| 1.º | Brenton Jones          | JLT Condor                    | 4 h 41 min 23 s |
| 2.º | Edwin Ávila            | Illuminate                    | + 0 s           |
| 3.º | Luke Keough            | UnitedHealthcare              | + 0 s           |
| 4.º | Víktor Manakov         | Rusia                         | + 0 s           |
| 5.º | José Alfredo Rodríguez | Elevate-KHS Pro Cycling       | + 0 s           |
| 6.º | Alan Marangoni         | Nippo-Vini Fantini            | + 0 s           |
| 7.º | Kazushige Kuboki       | Nippo-Vini Fantini            | + 0 s           |
| 8.º | Paolo Lunardon         | RTS-Monton Racing             | + 0 s           |
| 9.º | Anthony Giacoppo       | IsoWhey Sports-Swiss Wellness | + 0 s           |
| 10.º | Seo Joon-yong          | KSPO-Bianchi Asia             | + 0 s           |

## Clasificaciones finales
Las clasificaciones finalizaron de la siguiente forma:

### Clasificación general
| \| Clasificación general \| Clasificación general \| Clasificación general \| Clasificación general \| Clasificación general \| \| Ciclista \| Ciclista \| Equipo \| Tiempo \| \| \| --------------------- \| --------------------- \| ----------------------------- \| --------------------- \| --------------------- \| \| 1.º \| Benjamín Prades \| Team Ukyo \| 16 h 05 min 19 s \| \| \| 2.º \| Edwin Ávila \| Illuminate \| + 8 s \| \| \| 3.º \| Kevin De Jonghe \| Cibel-Cebon \| + 11 s \| \| \| 4.º \| Rodrigo Araque \| Team Ukyo \| + 17 s \| \| \| 5.º \| Antonio Santoro \| Monkey Town Continental \| + 26 s \| \| \| 6.º \| Mauricio Ortega \| RTS-Monton Racing \| + 41 s \| \| \| 7.º \| Daniel Summerhill \| UnitedHealthcare \| + 43 s \| \| \| 8.º \| Anthony Giacoppo \| IsoWhey Sports-Swiss Wellness \| + 47 s \| \| \| 9.º \| Marco Zanotti \| Monkey Town Continental \| + 49 s \| \| \| 10.º \| Chen Chien-liang \| Action \| + 55 s \| \| |                   |                               |                  |
| |                   |                               |                  |
| |                   |                               |                  |
| Clasificación general |                   |                               |                  |
| Ciclista | Ciclista          | Equipo                        | Tiempo           |
| 1.º | Benjamín Prades   | Team Ukyo                     | 16 h 05 min 19 s |
| 2.º | Edwin Ávila       | Illuminate                    | + 8 s            |
| 3.º | Kevin De Jonghe   | Cibel-Cebon                   | + 11 s           |
| 4.º | Rodrigo Araque    | Team Ukyo                     | + 17 s           |
| 5.º | Antonio Santoro   | Monkey Town Continental       | + 26 s           |
| 6.º | Mauricio Ortega   | RTS-Monton Racing             | + 41 s           |
| 7.º | Daniel Summerhill | UnitedHealthcare              | + 43 s           |
| 8.º | Anthony Giacoppo  | IsoWhey Sports-Swiss Wellness | + 47 s           |
| 9.º | Marco Zanotti     | Monkey Town Continental       | + 49 s           |
| 10.º | Chen Chien-liang  | Action                        | + 55 s           |

## Evolución de las clasificaciones
| Etapa                   | Vencedor                | Clasificación general | Clasificación por puntos | Clasificación de la montaña | Clasificación por equipos    |
| ----------------------- | ----------------------- | --------------------- | ------------------------ | --------------------------- | ---------------------------- |
| 1ª                      | Edwin Ávila             | Edwin Ávila           | Russell Downing          | No entregado                | Illuminate                   |
| 2ª                      | James Gullen            | James Gullen          | Edwin Ávila              | Benjamín Prades             | IsoWhey Sports SwissWellness |
| 3ª                      | Daniel Summerhill       | Daniel Summerhill     | Edwin Ávila              | Benjamín Prades             | Cibel-Cebon                  |
| 4ª                      | Edwin Ávila             | Benjamín Prades       | Edwin Ávila              | Benjamín Prades             | Cibel-Cebon                  |
| 5ª                      | Brenton Jones           | Benjamín Prades       | Edwin Ávila              | Benjamín Prades             | Cibel-Cebon                  |
| Clasificaciones finales | Clasificaciones finales | Benjamín Prades       | Edwin Ávila              | Benjamín Prades             | Cibel-Cebon                  |